# Libertés publiques
« Droits civils » redirige ici. Ne doit pas être confondu avec Droits civiques.

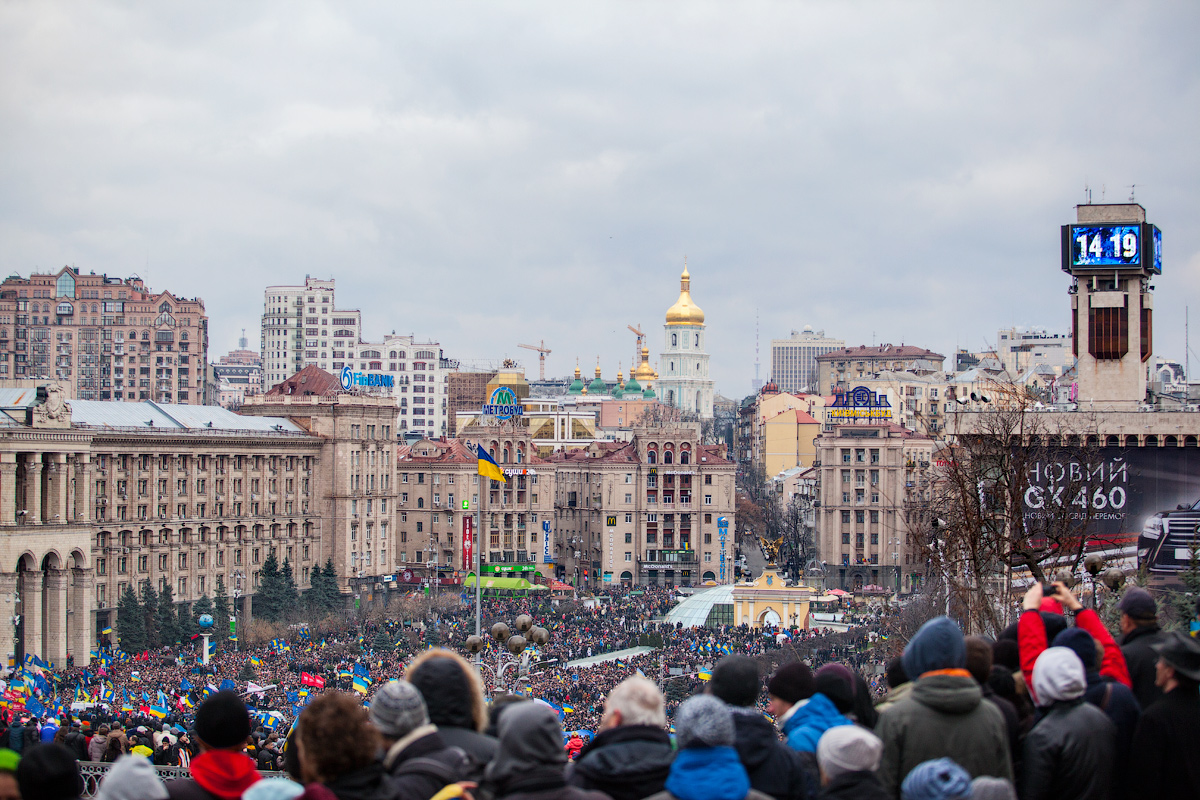
Euromaidan à Kiev le 1er décembre 2013.

Les libertés publiques ou libertés civiles sont une catégorie de droits fondamentaux, qui représentent les garanties fondamentales de l'État de droit. La notion de libertés publiques peut être définie en se référant à celle de droits de l'homme : contrairement à ces derniers, qui relèvent du monde de la philosophie et indiquent ce qui devrait être, les libertés publiques appartiennent en propre à la sphère du droit, et se bornent à dire ce qui est.

## Droit américain
En droit américain, la Constitution des États-Unis protège les libertés publiques, notamment la Déclaration des droits (Bill of Rights). Le quatorzième amendement à la Constitution contient notamment d'importantes protections aux libertés publiques, que les Américains nomment civil rights.  

## Droit canadien
En droit canadien, il existe quatre principaux instruments juridiques pour protéger les libertés publiques : la Charte canadienne des droits et libertés, la Déclaration canadienne des droits, la Loi canadienne sur les droits de la personne et la loi quasi-constitutionnelle principale d'une province (par ex. la Charte des droits et libertés de la personne du Québec).

## Droit français
En droit français, pour définir le cadre des libertés publiques, on peut s'appuyer sur la déclaration des droits de l'homme et du citoyen du 26 août 1789, le préambule de la constitution de la quatrième République (principes économiques et sociaux, politiques particulièrement nécessaires à notre temps), le préambule de la constitution de la cinquième république de 1958 et les articles 1; 2; 3 et 66 de la constitution de 1958.

## Droit international
La plupart des pays ont adopté des instruments juridiques de protection des libertés publiques en s'inspirant des grands textes internationaux, dont notamment le Pacte international relatif aux droits civils et politiques, le Pacte international relatif aux droits économiques, sociaux et culturels et la Déclaration des droits de l'homme de l'ONU.